# Högsby (comune)
Högsby è un comune svedese di 5 783 abitanti, situato nella contea di Kalmar. Il suo capoluogo è la cittadina omonima.

## Località
Nel territorio comunale sono comprese le seguenti aree urbane (tätort):
| # | Località  | Popolazione |
| - | --------- | ----------- |
| 1 | Högsby    | 1.965       |
| 2 | Berga     | 785         |
| 3 | Ruda      | 608         |
| 4 | Fågelfors | 465         |
| 5 | Fagerhult | 235         |

## Amministrazione

### Gemellaggi
- Vörå-Maxmo
- Berga (Barcellona)